# Sabas (discípulo de Metódio)
Sabas (em grego medieval: Σάββας; romaniz.: Sábbas) o Sava da Bulgária foi um clérigo bizantino ou búlgaro do século IX.

## Vida
Sabas era discípulo de Cirilo, o Filósofo e Metódio e junto deles e de Gorasdo, Naum, Clemente e Angelário é um dos 7 apóstolos eslavos celebrados em 27 de julho pela Igreja Ortodoxa e 26 de novembro pela Igreja Católica. Talvez pode ser o presbítero de nome incerto que, junto de um diácono igualmente incerto, foi a Constantinopla com Metódio no inverno de 881 ou primavera de 882, a convite do imperador Basílio I, o Macedônio (r. 867–886) e lá permaneceu com cópias de livros sagrados em eslavo. Ele também talvez pode ser associado, a julgar por fontes eslavas posteriores, com o Angelário que se diz ser um dos apóstolos eslavos.